# Crossover (Film)
Crossover ist ein US-amerikanisches Filmdrama aus dem Jahr 2006.

## Handlung
Die Freunde Noah und Tech sind talentierte Basketballspieler. Noah möchte durch ein Sportstipendium Doktor werden. Als er eine Straftat begeht, nimmt Tech die Schuld auf sich, damit Noahs Stipendium sicherer erscheint. Im Gegensatz zu Noahs zukünftigen Berufswunsch möchte Tech einfach nur seinen Hauptschulabschluss nachholen und danach sein Geld mit Basketballspielen verdienen. Als bei ihren vielen Spielen der Talentsucher Vaughn auf Noah aufmerksam wird, und ihn an einen Profiverein vermitteln möchte, denkt Noah wieder über seine Zukunft nach.
Als das Team der beiden auf der Straße immer öfter gegen andere Mannschaften gewinnt, wird ein Spiel gegen ihren größten Rivalen organisiert. Hierbei handelt es sich um die Jewelz. Die Jewelz sind seit langer Zeit ungeschlagen und die Spieler sind durch ihre Siegesserie arrogant geworden. Noah, Tech und ihre Freunde reisen nach Los Angeles, und mit hartem Training bestehen sie das Spiel.

## Rezeption
Der Film hat einen Anteil positiver Bewertungen von 2 % auf der Website Rotten Tomatoes, die Kritiken auswertet, basierend auf 66 Kritiken.
In der IMDb wird das Werk als einer der schlechtesten Filme gelistet.
Dem Film stand ein Budget von 5,6 Mio. Dollar zur Verfügung. Bislang spielte der Film über 7 Mio. Dollar ein.